# Parachernes ronnaii
Espèce
Parachernes ronnaii est une espèce de pseudoscorpions de la famille des Chernetidae.

## Distribution
Cette espèce est endémique du Rio Grande do Sul au Brésil. Elle se rencontre vers Caxias do Sul.

## Description
La femelle holotype mesure 2,1 mm.

## Étymologie
Cette espèce est nommée en l'honneur d'Antonio Ronna.

## Publication originale
- Chamberlin, 1931 : Parachernes ronnaii, a new genus and species of false scorpion from Brazil (Arachnida - Chelonethida). Entomological News, vol. 42, p. 192-195 (texte intégral).